# 元颢
元颢（494年—529年8月11日），字子明，河南郡洛阳县（今河南省洛阳市东）人，魏献文帝拓跋弘之孙，北海王元详之子，母范氏。

## 生平
袭封北海王。528年，河阴之变后，元颢南投萧梁，梁武帝封他为魏王，并派飙勇将军陈庆之率兵7000人护送元颢北归。
529年四月，陈庆之乘北魏征讨邢杲之时，护送元颢攻佔梁国（今河南商丘）。元颢遂于睢阳（今河南商丘南）南郊称帝，改元孝基。梁军直趋洛阳，魏孝莊帝元子攸逃离洛阳，撤至长子（今山西长子西）。元颢遂入洛阳，改元建武。元颢入宫后日夜纵酒，不理朝政，猜忌陈庆之和南梁的军队。自己的军队却军纪涣散，对民众肆意掠夺。不久，尔朱荣派尔朱兆、贺拔胜反击，元颢兵败逃走，永安三年七月廿一日（529年8月11日），元颢在临颍县被县卒江丰杀死，时年虚岁三十六。太昌元年岁次壬子八月壬戍朔廿三日甲申（532年10月7日），元颢归葬于家族旧墓。魏孝武帝初年，赠予元颢使持节、侍中、都督冀定相殷四州诸军事、骠骑大将军、大司马、冀州刺史。

## 家庭

### 兄弟姐妹
- 元顼，北魏侍中、车骑将军、尚书左仆射、东海王
- 元保，早夭
- 元氏，嫁北魏武卫将军、都督、陈留烈侯李神轨

### 妻妾
- 李元姜，北魏太宰、顿丘宣王李峻孙女，顿丘公李奇第二女
- 樊氏，王妃，孝昌元年八月十三日（525年9月15日）在世[4]

### 子女
- 元冠受
- 元娑羅，承袭为北海王，北齐接受禅让后，爵位依例降低